# Summer Sanders
Summer Elisabeth Sanders (n. el 13 de octubre de 1972) es una comentarista deportiva, reportera, actriz, ex nadadora de competición  y  medallista olímpica . 

## Biografía
Sanders nació en Roseville, California y asistió a tres colegios durante su infancia, al Bishop Donahue High School, al Cavitt Junior High y finalmente al Oakmont High School todos ubicados en Roseville. 
A los tres años, Sanders ya sabía nadar,  quería ser como su hermano mayor Trevor, así que en 1976 se unió a los Sugar Bears, un programa de natación por grupos de edad en Roseville, entrenado por Mike Barsotti, Scott Winter y Scott O'Conner. De ahí pasó al Sierra Aquatic Club, con el entrenador Ralph Thomas, y finalmente al California Capital Aquatics, con el entrenador Mike Hastings.

## Trayectoria
A los 15 años, Sanders atrajo la atención del mundo de la natación cuando se le escapó un puesto en el equipo olímpico de 1988, al quedar tercera en los 200 metros individuales. En su primer encuentro internacional, ganó una medalla de plata en los 200 metros individuales, por detrás de la china Lin Li, en los Campeonatos Panpacíficos de 1989. Ganó tres medallas de oro en los juegos de Buena Voluntad en 1990, justo antes de embarcarse en su carrera universitaria, en la Universidad de Stanford. En los Campeonatos Panpacíficos de 1991, ganó los 400 metros individuales (superando a Lin Li) y los 200 metros mariposa. Tras dos años de estudiar en Stanford, completó seis títulos de la NCAA y ganó cuatro campeonatos de relevo. El mismo año (1992), Sanders ganó el título de Nadadora del año, otorgado por la NCAA, además, propulsó a la Universidad de Stanford a un campeonato nacional. También jugaba al básquetbol.
En los Juegos Olímpicos de Barcelona 1992, Sanders ganó dos medallas de oro, una en los 200 m de nado mariposa y otra en los 4 x 10 m. Además ganó, una medalla de plata en los 200 m y una de bronce en los 400 m. Sus actuaciones individuales fueron igualmente buenas  como en el campeonato mundial de Perth, Australia en 1991. Tras finalizar los juegos olímpicos de Barcelona 1992. Posteriormente se intentó clasificar para los juegos olímpicos de 1996, pero no lo consiguió y quedó fuera. Sanders se retiró de la natación en 1994.
Su carrera televisiva comenzó con CBS Sports y MTV, presentando un programa llamado Sandblast. Ha trabajado para todas las principales cadenas y programas de noticias, incluido el programa Today de NBC, Good Morning America"y Rachael Ray, donde fue corresponsal especial. También fue coanfitriona de NBA Inside Stuff y presentadora del programa de juegos favorito de culto de los 90, Figure It Out, en Nickelodeon. Ha trabajado en nueve Juegos Olímpicos como comentarista, reportera y presentadora. Condujo los programas de telerrealidad de Fox Skating with Celebrities y The Sports List, y formó parte del innovador equipo de transmisión de la WNBA de Lifetime, que incluye a Michelle Tafoya, Reggie Miller y Meghan Pattyson. Tuvo las agallas de ingresar al mundo de la telerrealidad como concursante de su organización benéfica, Right To Play, en Celebrity Apprentice y Rachael vs. Guy: Celebrity Cook-Off. Actualmente es coanfitriona del premiado programa de CBS Sports, We Need To Talk.
Como narradora deportiva, ha conducido muchos programas de Televisión, incluyendo The Sport List (2004), NBA Inside Stuff (2007), Beg, Borrow & Deal' (2002), Figure It Out (1997-1999) y Sandblast (1994). También ha sido actriz, apareció en dos películas: Broken Record (1997) y Jerry Maguire (1996). También co-condujo el reality show de patinaje, Skating With Celebrities, por el canal FOX.
En junio de 1999, Sanders publicó el libro Champions Are Raised, Not Born: How My Parents Made Me A Success (Los campeones se hacen, no nacen: Como mis padres me hicieron triunfar).

## Vida personal
El 4 de julio de 1997, se casó con Mark Henderson, que también era un nadador olímpico. La pareja se divorció en 2001. En julio de 2005, se casó con Erik Schlopy, un esquiador de la Copa del Mundo que compitió en los Juegos Olímpicos de Turín 2006, con quien tuvo su primera hija, llamada Skye Bella, nacida el 21 de abril de 2006. Luego nació su segundo hijo, Robert Charles Spider Schlopy, el 15 de enero de 2008. En 2018 toda la familia se fue a vivir a España, a Santander.
El sábado, 9 de junio de 2007, la casa de la infancia de Summer Sanders fue destruida por el fuego.
Sanders es actualmente embajadora de buena voluntad de UNICEF, y en 2009 fue reclutada para El Aprendiz: Celebridades 3.
Premios y reconocimientos
| Año  | Competición                            | oro            | plata       | bronce      | Total |
| 1992 | Juegos Olímpicos Barcelona 1992        | Mariposa 200 m | Libre 200 m | Libre 400 m | 4     |
| 1992 | Juegos Olímpicos Barcelona 1992        | 4 x 10 m.      | Libre 200 m | Libre 400 m | 4     |
| 1991 | Campeonatos del mundo Perth. Australia | Mariposa 200 m | Libre 200 m | Libre 400 m | 3     |
| 1989 | Copa del mundo de natación Orlando-USA | Mariposa 200 m | Libre 200 m |             | 2     |
| 1989 | Campeonatos del Pacífico               |                | Libre 200 m |             | 4     |
| 1991 | Campeonatos del Pacífico               | Mariposa 200 m |             |             | 4     |
| 1991 | Campeonatos del Pacífico               | Libre 200 m    |             |             | 4     |
| 1991 | Campeonatos del Pacífico               | Libre 400 m    |             |             | 4     |